# Canadian Premier League
Canadian Premier League (CPL) ((fr.) Première ligue canadienne) – najwyższa w hierarchii klasa profesjonalnych męskich ligowych rozgrywek piłkarskich w Kanadzie, zatwierdzona przez FIFA. Pierwszy sezon rozpocznie się w kwietniu 2019 roku.

## Format
CPL będzie miała europejski system oparty na niezależnych klubach (w przeciwieństwie do systemu opartego na zasadach franchisingu, używanego w Major League Soccer i innych ligach Ameryki Północnej) z możliwością dołączenia kolejnych drużyn oraz wprowadzenia systemu awansów i spadków między ligami.

## Uczestnicy
| Klub             | Miasto      | Prowincja          | Data powstania   | Data włączenia do CPL |
| ---------------- | ----------- | ------------------ | ---------------- | --------------------- |
| York9 FC         | Region York | Ontario            | 5 maja 2018      | 10 maja 2018          |
| Cavalry FC       | Calgary     | Alberta            | 5 maja 2018      | 17 maja 2018          |
| HFX Wanderers FC | Halifax     | Nowa Szkocja       | 5 maja 2018      | 25 maja 2018          |
| Valour FC        | Winnipeg    | Manitoba           | 6 maja 2018      | 6 czerwca 2018        |
| FC Edmonton      | Edmonton    | Alberta            | 8 czerwca 2018   | 8 czerwca 2018        |
| Forge FC         | Hamilton    | Ontario            | 6 maja 2017      | 12 lipca 2018         |
| Pacific FC       | Victoria    | Kolumbia Brytyjska | 1 czerwca 2018   | 20 lipca 2018         |
| Atlético Ottawa  | Ottawa      | Ontario            | 29 stycznia 2020 | 29 stycznia 2020      |

## Prezesi ligi
Pierwszym prezesem CPL został Kanadyjczyk David Clanachan.
| Lp. | Prezes ligi     | Kadencja         | Kadencja |
| Lp. | Prezes ligi     | od               | do       |
| --- | --------------- | ---------------- | -------- |
| 1.  | David Clanachan | 10 stycznia 2018 |          |